# オープンロード
オープンロード（Open Road）は、東京都渋谷区渋谷に置く芸能事務所である。脚本家、俳優が所属している。2003年4月1日に設立。
また、関連会社にタレントと俳優による育成予備校のオープンロードアカデミーやオフィスニグンニイバがある。

## 主な在籍者
- 木村悟（2期生）
- 西村太佑（脚本家も兼務）
- 深澤しほ
- 藤原新太（2期生）
- 路川あかり（4期生・子役時代から所属した唯一のタレント）